# Pracht-Kragenparadiesvogel
Der Pracht-Kragenparadiesvogel (Lophorina superba), auch Kragenparadiesvogel oder Kragenhopf genannt, ist eine Vogelart aus der Familie der Paradiesvögel (Paradisaeidae). Er kommt ausschließlich in Gebirgswäldern Neuguineas vor und ist dort ein weitverbreiteter und häufiger Vogel. Dabei spielt eine Rolle, dass er gegenüber Eingriffen in seinen Lebensraum weniger empfindlich ist als andere Vertreter seiner Gattung.
Die Art wird von der IUCN als nicht gefährdet (least concern) eingestuft. Es werden vier Unterarten unterschieden.

## Beschreibung

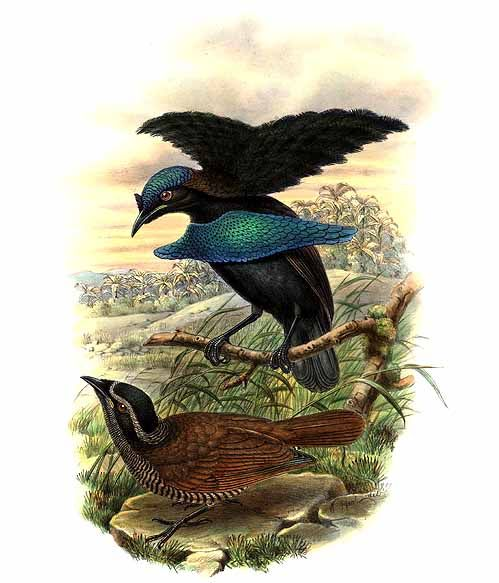
Pracht-Kragenparadiesvögel, Illustration

### Körperbau und -maße
Pracht-Kragenparadiesvögel sind kompakt gebaute Paradiesvögel. Männchen erreichen eine Körperlänge von bis zu 26 Zentimeter, während die Weibchen mit einer Körperlänge von bis zu 25 Zentimeter etwas kleiner bleiben. Bei den Weibchen sind außerdem auch die Flügel deutlich kleiner.
Der leicht gekrümmte Schnabel ist geringfügig länger als der Kopf. Er misst bei den Männchen zwischen 2,8 und 3,3 Zentimeter. Bei den Weibchen hat der Schnabel eine Länge zwischen 2,6 und 3,2 Zentimeter. Das Schwanzgefieder ist leicht gestuft, das mittlere Steuerfederpaar ist am längsten, wobei bei den Männchen mit zunehmendem Alter die Länge des Schwanzgefieders abnimmt. Bei den Männchen ist das Schwanzgefieder zwischen 9,7 und 10,9 Zentimeter lang. Bei den Weibchen misst das Schwanzgefieder zwischen 9,3 und 11 Zentimeter. Männchen wiegen zwischen 60 und 105 Gramm, die Weibchen bleiben mit 54 bis 85 Gramm geringfügig leichter.

### Männchen

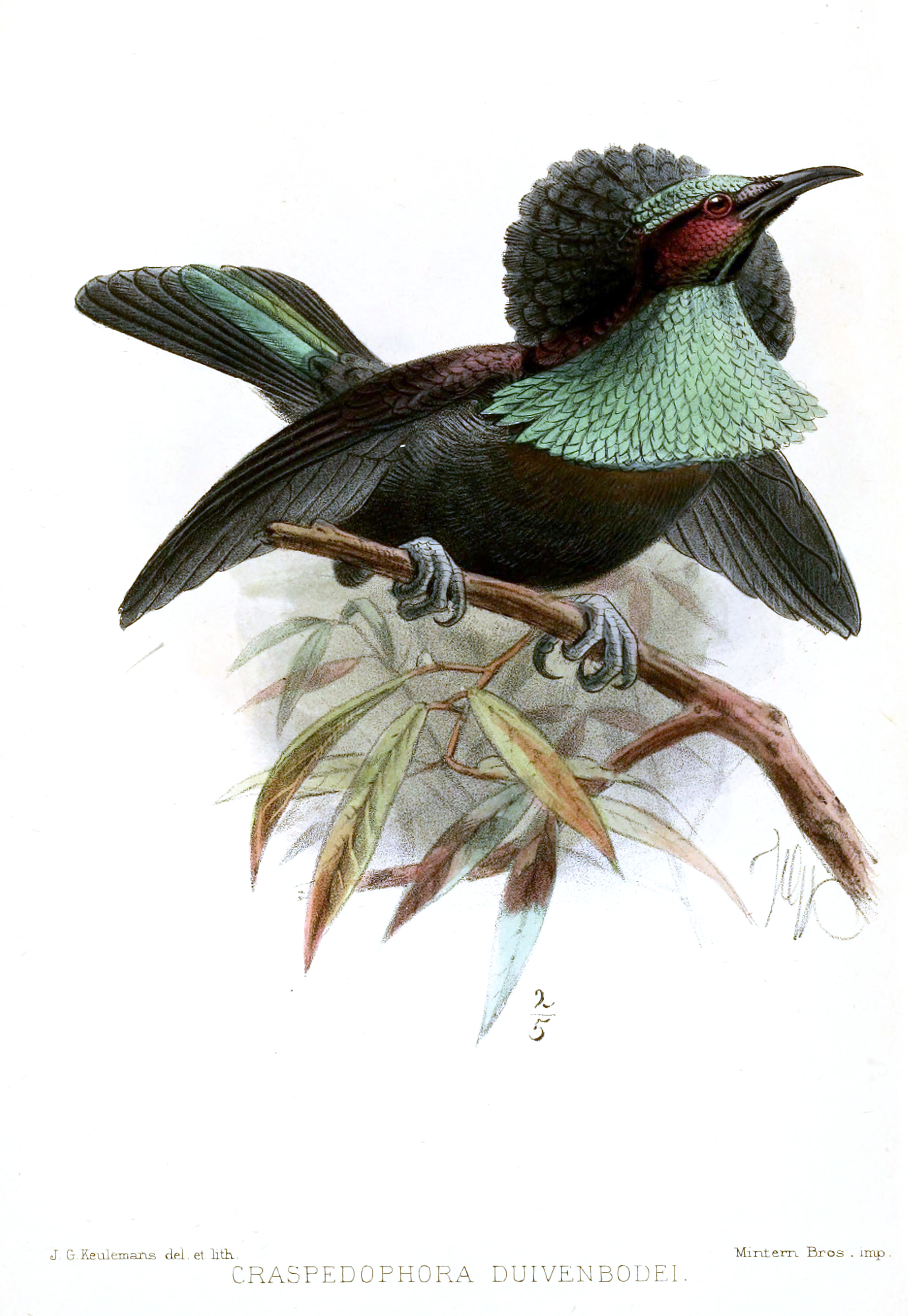
Darstellung eines Männchens mit aufgestelltem Kragen und gespreizten Brustschild

Der Kopf ist bis auf den Scheitel samtschwarz mit einem matten Kupferglanz. Die Federn des Scheitels sind dagegen schuppenartig und stark metallisch-grün glänzend und haben unter bestimmten Lichtverhältnissen violette bis magentafarbene Schlaglichter. Die Nasenlöcher sind gefiedert, die samtschwarzen Federn sind etwas verlängert und können aufgestellt werden. Die Federn am Kinn weisen nach vorne.  Sie haben wie die Federn über den Nasenlöchern und auf den Zügeln einen matt violett bis magentafarbenen Schimmer. Die Nackenfedern und die Federn des Hinterhals sind stark verlängert, sie können zu einem Kragen aufgestellt werden. Diese Federn glänzen matt olivgrün. Der Mantel, der Rücken, der Bürzel und die Oberschwanzdecken sind schwarz, Mantel und Oberschwanzdecken haben einen matt olivgrünen Glanz.
Die Kehle ist samtschwarz mit einem dunkelgrünen Schimmer, der bei bestimmten Lichtverhältnissen auch violett bis magentafarben wirken kann. Schuppenförmige Federn, die stark verlängert sind, bilden ein delta-förmiges Brustschild, das intensiv metallisch blaugrün mit violetten Schlaglichtern glänzt. die übrige Körperunterseite ist schwarz mit einem leichten Glanz auf dem Bauch. Der Schnabel ist schwarz, die Iris ist dunkelbraun, die Beine und Füße sind schwarz, das Schnabelinnere ist zitronengelb bis limonengrün.
Noch nicht geschlechtsreife Männchen sind zunächst wie die adulten Weibchen gefiedert und weisen dann allmählich zunehmend das Gefieder adulter Männchen auf. Dieser Wechsel ist zuerst an den äußeren Handschwingen feststellbar.

### Weibchen
Beim Weibchen sind Kopf und Nacken schwarzbraun, lediglich hinter dem Auge befindet sich eine dünne weiße Linie. Vom Mantel bis zu den Oberschwanzdecken sind sie dunkel rotbraun. Die kleinen Flügeldecken sind dunkel rotbraun, die großen Flügeldecken sowie die Schwingen sind dagegen graubraun mit kastanienbraunen Säumen. Das Kinn und die Kehle sind weißgrau und gehen dann in ein blasses rotbraun auf der Vorderbrust und in ein dunkles Rotbraun an Flanken, Schenkel und auf den Unterschwanzdecken über. Wie bei vielen anderen Paradiesvogelarten ist das Weibchen auf der Körperunterseite quergebändert, lediglich das Kinn und die obere Kehle sind fein gefleckt.

## Verbreitungsgebiet, Unterarten und Lebensraum
Der Pracht-Kragenparadiesvogel ist auf Neuguinea weit verbreitet. Er kommt vom Norden des Vogelkop, einer Halbinsel im Westen Neuguineas über die Gebirgszüge den zentralen Neuguineas bis in die Spitze der südöstlichen Halbinsel vor. Auch die Gebirge der Huon-Halbinsel werden besiedelt.
Es werden die folgenden Unterarten unterschieden:

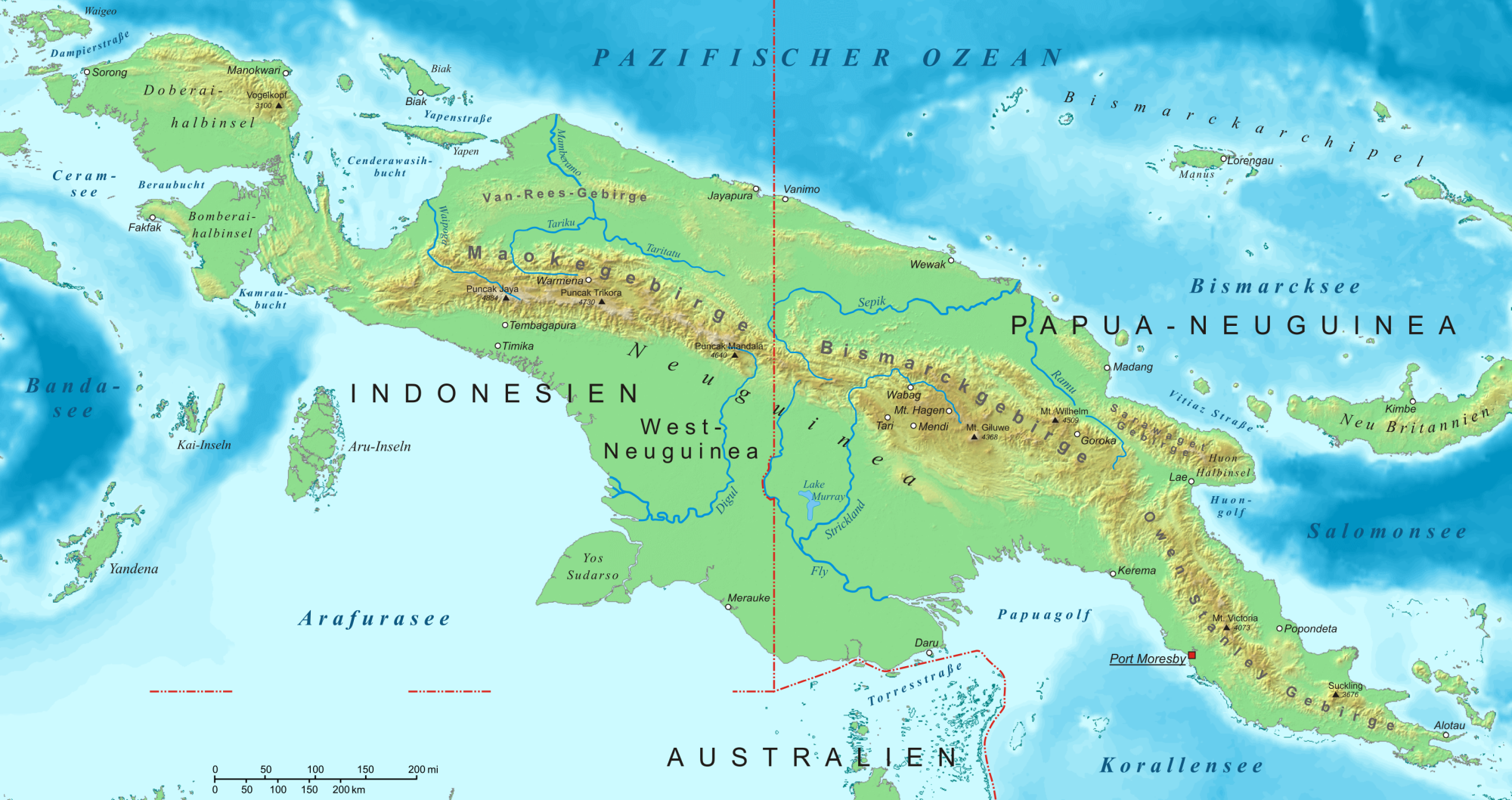
Neuguinea

- L. s. superba (J. R. Forster, 1781) – Vogelkop (Tamrau-Gebirge und Arfakgebirge) im Nordwesten von Neuguinea.
- L. s. niedda Mayr, 1930 – Wondiwoigebirge auf der Wandammenhalbinsel im Nordwesten von Neuguinea
- L. s. feminina Ogilvie-Grant, 1915 – Gebirge des Landesinneren von Zentralneuguinea.
- L. s. latipennis Rothschild, 1907 – Osten und Nordosten Neuguineas inklusive der Huon-Halbinsel
- L. s. minor E. P. Ramsay, 1885 – Gebirge im Südosten von Neuguinea.

Der Pracht-Kragenparadiesvogel kommt in Höhenlagen zwischen 1000 und 2300 Metern vor, wobei der Verbreitungsschwerpunkt bei 1650 bis 1900 Metern liegt. Er lebt in Bergwäldern und kommt auch in Wäldern mit Holzeinschlag sowie in Waldresten zwischen Gärten und Agrarflächen vor. in der Nähe von Tari kann er gelegentlich auch beobachtet werden, wie er in Dörfern auf strohgedeckten Häusern sitzt.

## Lebensweise

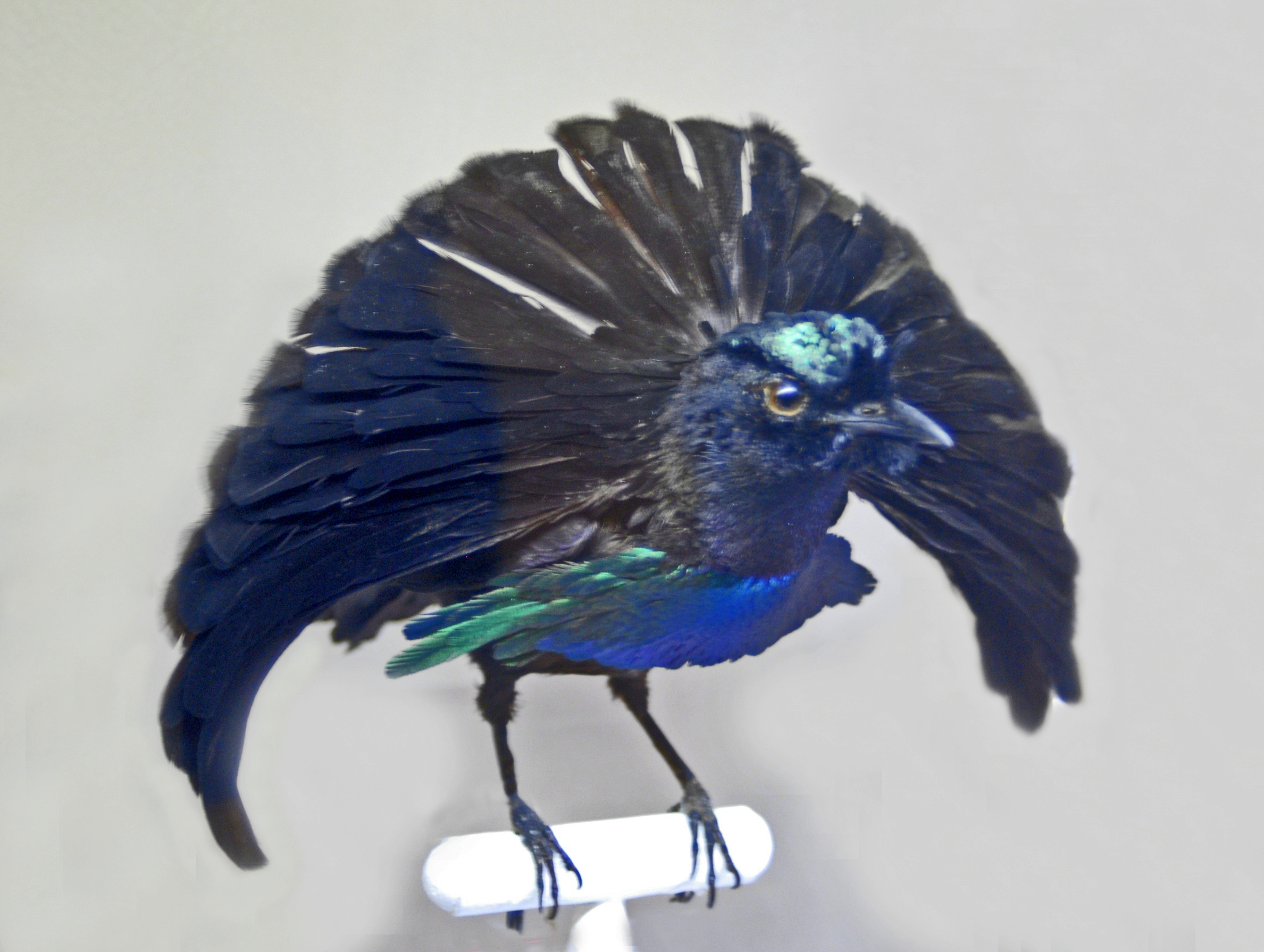
Ausgestopfter Balg eines Pracht-Kragenparadiesvogels mit halb gespreizten Nackengefieder, das Brustgefieder ist hier angelegt gezeigt.

Die unauffälliger gefärbten Weibchen sind häufiger als die Männchen im Unterholz zu sehen. Während der Nahrungssuche schließen sie sich gelegentlich auch anderen Vogelarten wie Schall-Manucodia, Prachtparadiesvogel und Raggi-Paradiesvogel an. An Wasserstellen in den Wäldern kann er gelegentlich auch beobachtet werden, wie sie baden und trinken.
Die Nahrung besteht überwiegend aus Gliederfüßern. Sie durchsuchen auf der Nahrungssuche die mit Moos und anderen Epiphyten bewachsenen Äste und Baumstämme ihres Lebensraumes. Besondere Aufmerksamkeit widmen sie auch abgestorbenen Blättern, der Rinde und verrottendem Holz, und klettern dabei in einer Weise an fast senkrecht stehenden Ästen und Bäume, die an Baumläufer erinnert. Neben Gliederfüßern fressen sie außerdem auch Früchte.
Untersuchungen des Mageninhalts von insgesamt 14 Vögeln haben belegt, dass neben Vögeln, die sich ausschließlich von Wirbellosen ernähren, es auch einzelne Vögel gibt, die ihren Nahrungsbedarf vollständig mit Früchten decken. Im Durchschnitt wird davon ausgegangen, dass Pracht-Kragenparadiesvögel etwa zu 3/4 ihres Nahrungsbedarfes mit Gliederfüßern decken. Von der pflanzlichen Nahrung entfallen etwa 69 Prozent auf Kapselfrüchte, 19 Prozent auf Steinfrüchte sowie 12 Prozent auf Wildfeigen.

## Fortpflanzung
Wie die überwiegende Zahl der Paradiesvögel ist auch der Kragenparadiesvogel polygyn, das heißt, das Männchen paart sich nach Möglichkeit mit mehreren Weibchen. Das jeweilige Weibchen zieht alleine den Nachwuchs groß.

### Balz

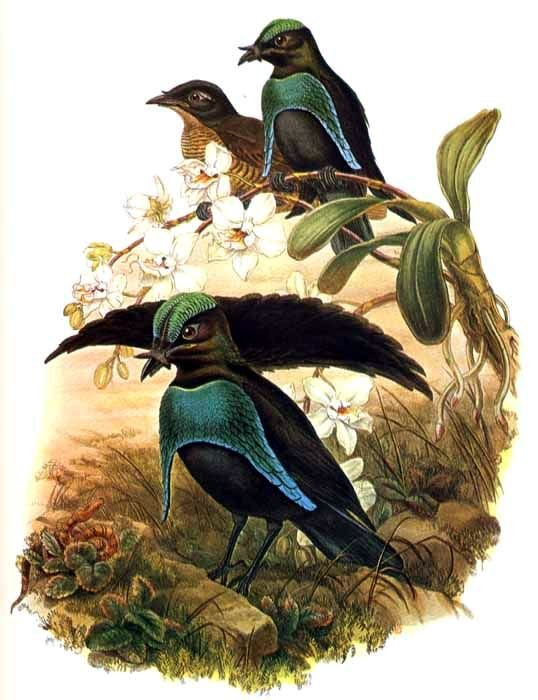
Balzendes Männchen, im Hintergrund ein Weibchen und ein Männchen

Das Männchen besetzt einen Balzplatz, der im Durchschnitt 140 Meter vom nächsten Balzplatz eines Pracht-Kragenparadiesvogels entfernt ist. Das Balzrevier, das vom Männchen verteidigt wird, hat jeweils eine Größe von etwa 1,5 Hektar. Die Balz findet in Bodennähe oder direkt auf dem Boden statt.
Das Männchen beginnt seine Balz, wenn ein Weibchen sich nähert. Er sitzt dabei noch auf einem Ast. Brust- und Kragengefieder sind eng angelegt, das Schwanzgefieder und die Flügel sind in ihrer normalen Position, das Männchen richtet seinen Blick jedoch unentwegt auf das Weibchen, der Schnabel ist in ihre Richtung gewendet. Die Federtuffs am Kinn, die nach vorne gerichtet sind, sind jedoch weit gesträubt. Dieser Balzhandlung folgt ein wiederholtes Sträuben und Wiederanlegen des stark irisierenden Brustgefieders. Der Kopf ist dabei unverändert dem Weibchen zugewendet. Dazwischen zeigt er immer wieder seine verlängerten Nackenfedern, ohne diese jedoch zu sträuben: durch eine abrupte und schnelle Bewegung des Kopfes nach vorne, mit denen er seinen irisierenden glänzenden Scheitel dem Weibchen präsentiert, werden sie nach vorne geworfen, sie fallen dann teils über den Kopf. Dieses Präsentieren von Brustgefieder, Scheitel und Nackenfedern steigert sich allmählich im Tempo. Die verlängerten Federn am Vorderkopf sind auf dem Höhepunkt dieser ersten Phase der Balz so weit wie möglich gestreift und bilden weiße Schlaglichter. Gelegentlich öffnet er außerdem seinen Schnabel, um dem Weibchen das blass zitronengelb bis limonengrüne Schnabelinnere zu zeigen.
Der Höhepunkt der Balz kann auf einem umgestürzten und fast waagerecht liegenden Baumstamm oder direkt auf dem Erdboden stattfinden. Während dieser Balzphase werden das Brustgefieder und die verlängerten Federn am Vorderkopf so weit wie möglich gesträubt, die verlängerten Federn des Kragens werden jetzt ebenfalls gesträubt. Sie bilden einen Halbkreis, der von einer Seite des Brustgefieders bis zur anderen reicht. Der Federkragen reicht dabei weit über den Kopf und ist nach vorne geneigt. Von vorne betrachtet ist dadurch das irisierende Brustgefieder von einem schwarzen Federkreis umschlossen, auf dem sich durch Lichtreflexionen der irisierenden Scheitelfedern jedoch weiße Schlaglichter bilden. Der Schnabel ist bei der Balzpose geschlossen, das Schwanzgefieder um 35 bis 45 Grad nach oben gesträubt. In dieser Körperhaltung bewegt sich das Männchen mit kurzen Hüpfern auf das Weibchen zu, um dann um das Weibchen herumzutanzen. Jeder Hüpfer wird von einem schnellen Öffnen und Schließen der Flügel begleitet. Die Paarung dauert etwa fünf Sekunden, das Weibchen fliegt dann nach der Paarung davon.
Das Weibchen ist während der Balz nicht immer passiv. Mitunter nähert es sich dem Männchen in leicht gehockter Haltung, bei der die Flügel etwas herabhängen. Wenn das Männchen um sie herum tanzt, und sich ihr soweit nähert, dass sich fast die Schnabel berühren, hüpft sie gelegentlich zur Seite, positioniert sich aber dabei so, dass sie frontal zum Männchen steht.

### Nest, Gelege und Aufzucht der Nestlinge
Es wird für möglich gehalten, dass die Weibchen bevorzugt im Balzrevier des Männchens ihr Nest bauen, mit dem sie sich zuvor gepaart haben. Grundsätzlich scheinen Weibchen ganzjährig zur Brut schreiten zu können.
Es gibt unterschiedliche Aussagen darüber, in welcher Höhe die Weibchen das Nest errichten. Einige Autoren berichten von Nestern, die hoch oben in hohen Bäumen errichtet werden. Bei einer genaueren Analyse von acht Nestern im Gebiet des Mount Missim befanden sich die Nester im Schnitt nur 2,1 Meter über dem Erdboden. Fünf der Nester befanden sich in den Kronen von Schraubenbäumen.
Das Gelege umfasst zwei Eier. Es brütet nur das Weibchen. Die Brutzeit dauert 18 bis 19 Tage. Die Nestlingszeit ist nicht genau bekannt.

## Hybride mit anderen Paradiesvögeln
Die Neigung von Paradiesvögeln, sich mit anderen Arten ihrer Familie zu kreuzen, ist bereits zu Beginn des 20. Jahrhunderts von Anton Reichenow und damit fast früher als für jede andere Vogelfamilie beschrieben worden. Der Pracht-Kragenparadiesvogel zählt dabei zu den Arten, die sich häufiger als jede andere Paradiesvogelart mit einer anderen Art paart.
Die Entdeckung dieser Hybriden führt gelegentlich dazu, dass diese zunächst als eigenständige Art beschrieben wurden. So ist der Parotia duivenbodei eine Kreuzung zwischen dem Arfak-Strahlenparadiesvogel und dem Pracht-Kragenparadiesvogel. Zu häufigen Kreuzungen kommt es unter anderem mit dem Prachtparadiesvogel.
Die meisten Hybriden, die entdeckt werden, sind Männchen – bei ihnen fallen abweichende Gefiedermerkmale stärker auf als bei den unscheinbarer gefärbten Weibchen. Abweichend davon ist ein Weibchen wissenschaftlich beschrieben worden, das aus einer Kreuzung des Pracht-Kragenparadiesvogel mit dem Carola-Paradiesvogel hervorgegangen ist. Es wurde in den 1920er zunächst als ein Weibchen des Carola-Paradiesvogels eingeordnet und später als eine Unterart des Pracht-Kragenparadiesvogels eingestuft. Seit den 1990er Jahren gilt es sicher, dass es sich um ein Hybride zwischen Carola- und Pracht-Kragenparadiesvogel handelt.

## Pracht-Kragenparadiesvögel und Mensch

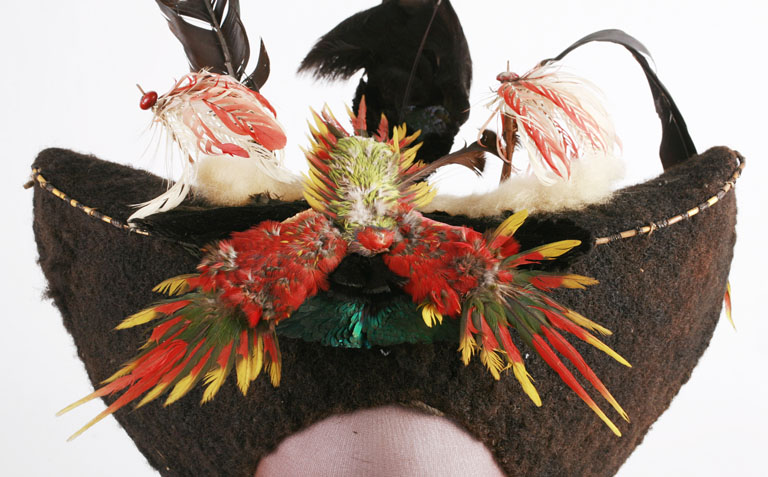
Kopfbedeckung eines Hulikriegers, die mittleren, blaugrün glänzenden Federn stammen vermutlich von einem Pracht-Kragenparadiesvogel

Das Gefieder des Männchens wird von einigen indigenen Völkern Neuguineas für traditionellen Kopf- oder Halsschmuck verarbeitet. Bei den Huli ist das intensiv blaugrün glänzende Brustgefieder des Männchens der typische Schmuck der zeremoniellen Kopfbedeckungen von Männern des Tari-Tales. Es befindet sich in der vorderen Mitte, überkrönt von den Federn anderer Vogelarten.
Bei den Kalam, einem anderen indigenen Volk auf Neuguinea, wird der Kragen des Männchens als ihr kd-wad (Netzbeutel des Rückens) und das Brustgefieder als bet-wad (vorderer Netzbeutel) und mit den Netzen verglichen, mit denen Kalam-Frauen ihre Sachen tragen.
Der Pracht-Kragenparadiesvogel wird vergleichsweise häufig in Zoologischen Gärten gehalten. Er benötigt lediglich eine große Flugvoliere mit Bademöglichkeit. Eine der frühesten Haltungen gelang 1919 in Sydney. Zuchterfolge mit Pracht-Kragenparadiesvögeln gelingen dagegen vergleichsweise selten. Eine Ausnahme stellt die Haltung im Honolulu Zoo, Hawaii dar. Dort wurde gegen Ende des 20. Jahrhunderts wiederholt erfolgreich mit Pracht-Kragenparadiesvögeln gezüchtet.

## Einzelbelege
1. ↑   Frith & Beehler: The Birds of Paradise - Paradisaeidae. S. 345.
2. 1 2   Handbook of the Birds of the World zum Pracht-Kragenparadiesvogel, aufgerufen am 30. Juli 2017
3. 1 2 3 4 5 6   Frith & Beehler: The Birds of Paradise - Paradisaeidae. S. 346.
4. ↑   Frith & Beehler: The Birds of Paradise - Paradisaeidae. S. 348.
5. 1 2   Frith & Beehler: The Birds of Paradise - Paradisaeidae. S. 350.
6. 1 2 3   Frith & Beehler: The Birds of Paradise - Paradisaeidae. S. 352.
7. ↑   Frith & Beehler: The Birds of Paradise - Paradisaeidae. S. 351.
8. ↑   Frith & Beehler: The Birds of Paradise - Paradisaeidae. S. 353.
9. ↑   Frith & Beehler: The Birds of Paradise - Paradisaeidae. S. 354.
10. ↑   Frith & Beehler: The Birds of Paradise - Paradisaeidae. S. 355.
11. ↑   McCarthy: Handbook of Avian Hybrids of the World. S. 228.
12. ↑   Frith & Beehler: The Birds of Paradise - Paradisaeidae. S. 347.
13. 1 2 3 4   McCarthy: Handbook of Avian Hybrids of the World. S. 230.
14. 1 2 3   Frith & Beehler: The Birds of Paradise - Paradisaeidae. S. 356.